# Pseudoheleodromia
Pseudoheleodromia is een geslacht van insecten uit de familie van de dansvliegen (Empididae), die tot de orde tweevleugeligen (Diptera) behoort.

## Soort
- P. helvetica Wagner, 2001